# Gmina Bač
Gmina Bač (serb. Opština Bač / Општина Бач) – gmina w Serbii, w Wojwodinie, w okręgu południowobackim. W 2018 roku liczyła 13 265 mieszkańców.

## Podział administracyjny
- Miasta: Bač
- Wsie: Bačko Novo Selo, Bođani, Vajska, Plavna, Selenča